# Скварчинская, Стефания
Стефания Мария Саломея Скварчинская (урожденная Стрельбицкая; 17 ноября 1902, Каменка-Бугская — 28 апреля 1988, Лодзь) — польский теоретик и историк литературы, автор около 450 научных работ.

## Биография
Родилась в семье служащего. Во время первой мировой войны семья эвакуировалась в Австрию, однако впоследствии вернулась в город Санок, где Стефания окончила гимназиию Гмундена. В 1921 году поступила во Львовский университет Яна Казимира. Уже на первом курсе она написала исследование «Эволюция образов у Словацкого», которое было защищено через 4 года как диссертация на соискание степени доктора философских наук.
Летом 1922 года в Станиславе вышла замуж за капитана конной артиллерии Тадеуша Скварчинского, офицера Войска Польского. С тех пор жила и работала там же, где служил её муж. В 1922—1924 и 1925—1929 годах в Станиславе преподавала в гимназиях польский и французский языки, была театральным рецензентом «Станиславского курьера». В 1924—1925 годах  изучала литературоведение в Варшавском университете, в 1931—1932 годах преподавала в гимназии  в Бресте, а с 1932 года — в Лодзи, где основала Лодзинское общество полонистов.
В 1937 году во Львовском университете защитила исследование «Эстетика макаронизма». С этого времени жила и работала в Лодзи и одновременно преподавала теорию литературы во Львове. В 1938—1939 году заведовала кафедрой истории и теории литературы в Лодзи, но Вторая Мировая война прервала её научную карьеру.
С октября 1939 года до апреля 1940 года работала доцентом Львовского университета имени И. Франко. Когда в апреле 1940 года её муж был заключен в Старобельск, Стефания, как жена польского офицера, с тремя маленькими детьми была вывезена в Казахстан. Там они пробыли до ноября, а в начале 1941 года (усилиями Юлиуша Клейнера, которому она впоследствии помогала скрываться от нацистов) были возвращены во Львов.
Во время немецкой оккупации участвовала в польском освободительном движении: сотрудничала с Армией Крайовой под псевдонимами Мария и Ярема и параллельно преподавала в Варшавском подпольном университете теорию литературы и историю польской литературы XX века. В апреле 1944 стала доцентом кафедры романистики Львовского университета им. И. Франко, но одновременно была вынуждена работать в польской кофейне. В мае 1945 года переехала в Лодзь, где заведовала кафедрой теории литературы в Лодзинском университете (за исключением периода 1951—1958 годов, когда кафедра была ликвидирована). В 1981 году университет присвоил ей звание почетного доктора.
В 1988 году Зигмунт Сконечный снял о ней документальный фильм: «Стефания Скварчинска— эскиз к портрету ученого».

## Научное наследие
Исследовала эпистолярные тексты (монография «Теория писем», издана как хабилитационная работа), генерику, хронотоп. Как историк литературы исследовала романтизм, барокко, ренессанс и ранний модернизм «Молодой Польши».